# 2005 في كندا
فيما يلي قوائم الأحداث التي وقعت خلال عام 2005 في كندا.

## رياضة
- 1 يناير – جائزة كندا الكبرى 2005 الفائز كيمي رايكونن.

## ظهور
- 1 يناير – مذر مذر

## أفلام
من الأفلام التي صدرت هذه السنة في كندا:
- 1 يناير – صباح من إخراج ربا ندا.
- 1 يناير – كابوتي من إخراج بينيت ميلر.
- 4 مارس – اللهاية من إخراج آدم شانكمان.
- 2 سبتمبر – جبل بروكباك من إخراج أنغ لي.
- 15 ديسمبر – الفوضى من إخراج توني جيجليو.

## برامج ومسلسلات وأنمي
- كارل وكارل
- مارتن ميستري

## موسيقى

### أغاني
من الأغاني التي صدرت هذه السنة في كندا:
- 28 فبراير – ذا غراس إز غرين من غناء نيللي فرتادو.

## كتب
من الكتب التي صدرت هذه السنة في كندا:
- 1 يناير – مشكلة الإسلام اليوم من تأليف إرشاد منجي.
- 18 أكتوبر – السباق ضد الزمن: البحث عن أمل للإيدز الذي دمر أفريقيا من تأليف ستيفين لويس.

## وفيات

### مارس
- 27 مارس – ويلفرد غوردون بيغلو (مواليد 1913) جراح كندي.

### أبريل
- 5 أبريل – سول بيلو (مواليد 1915)

### مايو
- 19 مايو – هنري كوردن (مواليد 1920) ممثل أمريكي.

### يوليو
- 20 يوليو – جيمس دوهان (مواليد 1920)

### أغسطس
- 3 أغسطس – إرنست سميث (مواليد 1914)
- 7 أغسطس – بيتر جينينغز (مواليد 1938) صحفي من الولايات المتحدة الأمريكية.

### نوفمبر
- 16 نوفمبر – هنري تاوب (مواليد 1915)